# Pierre Larousse
Pierre Athanase Larousse (Toucy, 23. listopada 1817. – Pariz, 3. siječnja 1875.), francuski matematičar i enciklopedist.
Napisao je više djela iz područja lingvistike. Godine 1852. osnova je izdavačko poduzeće i 1866. počeo izdavati svoje životno djelo, veliku opću enciklopediju "Veliki opći leksikon stoljeća". Izdavačko poduzeće Larousse danas je jedno od najvećih u Francuskoj, a izdaje pretežno enciklopedije, priručne leksikone i rječnike, ali i znanstvene i literarna djela. 